# Wożyki
Wożyki (biał. Вожыкі, ros. Вожики) – wieś na Białorusi, w obwodzie mińskim, w rejonie mińskim, w sielsowiecie Szerszuny.